# Sancho II del Portogallo
Sancho Alfonso, detto "il Pio" (O Pio/O Piedoso), ma anche "il Cappello" (O Capelo), o ancora "il Monaco" (il re con il cappuccio da monaco) (Sancho anche in spagnolo, in aragonese, in portoghese e in galiziano, Sanç, in catalano e Antso in basco; Coimbra, 8 settembre 1207 – Toledo, 4 gennaio 1248), fu il quarto re del Portogallo, dal 1223 al 1248, ma dal 1247 fu in esilio.

## Origine
Secondo il Roderici Toletani Archiepiscopi De Rebus Hispaniæ Sancho era figlio del re del Portogallo Alfonso II e della moglie, la principessa Urraca di Castiglia, che, secondo la Cronaca di Alberico delle Tre Fontane (Urraca regina Portugalie) era la figlia del re di Castiglia, Alfonso VIII e di Eleonora Plantageneta, figlia del re d'Inghilterra Enrico II e di sua moglie la duchessa d'Aquitania Eleonora, ex regina di Francia.

Secondo il Nobiliario del Conde de Barcelos Don Pedro, Hijo del Rey Don Dionisio, Alfonso II era il figlio maschio secondogenito del re del Portogallo Sancho I e di Dolce di Barcellona (1160-1198)

## Biografia
Sancho nacque l'8 settembre 1207, come riporta il Catalogo Chronologico, Historico, Genealogico e Critico das Rainhas de Portugal e seus filhos e spiega anche perché gli fu dato il soprannome di Cappello (o Capello) fin da bambino.
Sancho viene citato nel documento n° 6 delle Provas da Historia genealogica da casa real portugueza, inerente una donazione che suo padre, Alfonso II fece, dopo essere salito al trono, nel 1212 (Alphonsus filius regis D. Sancii et Reginæ D. Dulciæ et nepos regis D. Alphonsi una cum uxore mea regina D. Urraca et filio meo Infante D. Sancio).
Nel 1217 Sancho viene citato, assieme ai fratelli, Alfonso ed Eleonora, (filliis meis Infantibus Dono Sancio et Dono Alphonso et Dona Eleonor) nel documento n° 21 delle Provas da Historia genealogica da casa real portugueza, inerente una garanzia di alcune proprietà data da suo padre Alfonso II a Gonzalo Gomes.
Nel 1221, suo padre, Alfonso II fece testamento in cui dichiarò suo successore Sancho e stabilì che se fosse morto senza discendenza gli sarebbe succeduto il secondo figlio, Alfonso, e quindi la figlia Eleonora (Imprimis mando quod filius meus Infans D. Sancius, quem habeo de Regina D. Urraca, habeat Regnum integre & in pace. Et fi iíte mortuus fuerit finefemine legitimo, maior filius quemcunq habuero de Regina D. Urraca habeat Regnum meum integre & in pace. Et íi filium maículum non habuero de Regina D. Urraca, filia mea Infans D. Lianor, quam de ipfa Regina habeo, habeat Regnum.).

Come riporta lo storico britannico Edgar Prestage, dopo circa due anni, nel 1223, Alfonso II morì e il Breve Chronicon Alcobacense riporta che fu sepolto accanto alla moglie, Urraca.

Sancho gli succedette come Sancho II, come riportano anche il cronista Rodrigo Jiménez de Rada, nel suo De Rebus Hispaniæ (Sancius filius eius successit in Regnum) e il Breve Chronicon Alcobacense (Post mortem dicti regis alfonsi regnauit sanchius filius eius xxiiii annis).

Sancho divenne re il 25 marzo 1223 e ottenne che fosse subito rimossa l'interdizione del papa Onorio III, che gravava sul reame.

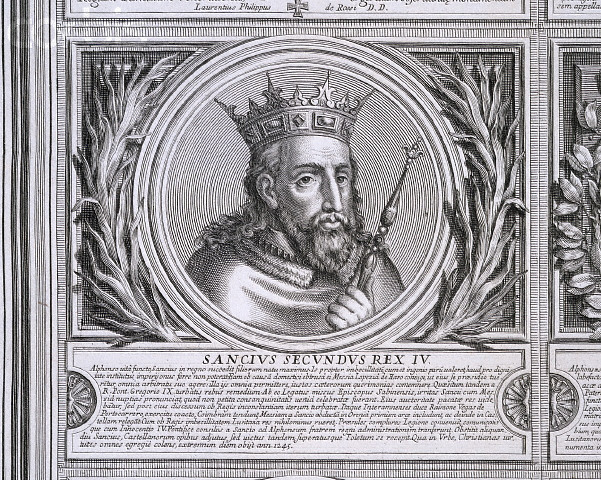
Miniatura del XVIII secolo di Sancho II.

Nello stesso anno mise fine alla contesa che aveva portato il regno in una guerra civile, che continuava strisciante anche dopo la vittoria di suo padre del 1217, concedendo alle tre zie Teresa, Sancha e Mafalda le rendite connesse ai castelli e alle città che avevano ricevuto in eredità dal loro padre (nonno di Sancho II), Sancho I, mantenendone però il controllo politico-amministrativo.
Dato che gli strascichi di oltre dieci anni di guerra civile continuavano il re pensò bene di intensificare la crociata contro i Musulmani.

Nel 1226, in collaborazione con suo cugino, il re del León Alfonso IX, riuscì a conquistare la città di Elvas, che dopo essere stata persa fu definitivamente riconquistata, verso il 1230, assieme al castello di Juromenha (vicino a Alandroal).

Nel periodo tra il 1232 e il 1234 seguirono altre vittorie con la conquista delle città di Moura, Serpa e Aljustrel.
Nonostante le vittorie militari il regno però si stava avviando verso l'anarchia, dove i nobili combattevano contro altri nobili e i templari contro gli ospitalieri, mentre il clero, contravvenendo alla legge emanata dalle cortes al tempo di suo padre (1211), continuava ad accrescere le sue proprietà.

Pur in mezzo a tali contese Sancho continuò la guerra santa che lo portò, tra il 1238 e il 1240, ad assoggettare alcuni castelli nel sud dell'Alentejo e tutta la parte occidentale dell'Algarve, affidando parte delle conquiste fatte (Aljustrel, Sesimbra, Aljafar de Pena, Mértola, Ayamonte e Tavira) all'Ordine di Santiago, per ripagarlo dell'aiuto prestatogli.

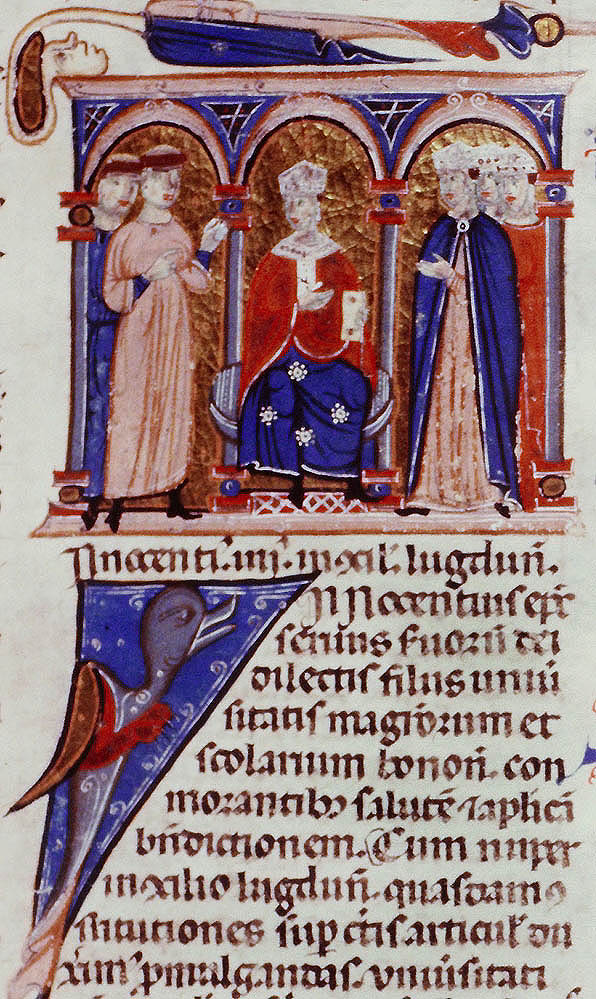
Miniatura del papa Innocenzo IV tra i vescovi al concilio di Lione.

Degli anni successivi mancano notizie precise, ma di sicuro il disordine pubblico continuò e il vescovo di Porto Martino Rodrigues fece al papa Gregorio IX un rapporto molto negativo in cui si diceva che aveva lasciato andare in rovina alcuni castelli e fallito nella difesa delle frontiere, per cui si dichiarava chiaramente l'incapacità di Sancho a governare e quindi la necessità di deporlo e, in quanto essendo privo di discendenza, sostituirlo con il fratello Alfonso, conte di Boulogne.

Gregorio IX, che stimava Sancho, non prese alcuna iniziatIva e dopo la sua morte (1241) il suo successore, il papa Celestino IV, visse solo diciassette giorni.

In quello stesso anno venne citato nel documento n° 2947 delle Layettes du trésor des Chartes, vol. 2, come re del Portogallo (Sancyus frater noster rex Portugalie) dal fratello Alfonso.

Sempre in quel periodo, Sancho redasse un primo testamento in cui confermava la volontà del padre che se fosse morto senza eredi gli sarebbe succeduto il fratello Alfonso, e che se anche lui non avesse avuto eredi gli sarebbe succeduto l'altro fratello, Ferrante.
Solo con l'elezione al soglio pontificio del genovese Sinibaldo Fieschi, il papa Innocenzo IV, dopo diciannove mesi di sede vacante, nel giugno del 1243, il partito della destituzione cominciò a offrire ad Alfonso la corona e proporsi come salvatore della patria.
Alfonso si mosse solo dopo il concilio di Lione del 1245, in cui, secondo i vescovi di Porto e di Coimbra, Sancho si rifiutava di riparare alle offese fatte e persisteva nel suo atteggiamento; il papa Innocenzo IV allora proclamò Alfonso tutore del reame e invitò tutte le autorità a obbedirgli, pur lasciando a Sancho il titolo di re.

Nel settembre dello stesso anno Alfonso, a Parigi, accettò le condizioni dell'arcivescovo di Braga, per le questioni ecclesiastiche e prestò giuramento come tutore del regno, come è riportato nel documento n° 26 delle Provas da Historia genealogica da casa real portugueza.
Nel 1246 Sancho, come riporta la Chronica Breve do Archivo Nacional, sposò Mencía López de Haro (se cassou com huma dona a que chamauao micia lopez per seu conselho) (circa 1215-1270), che, come specifica il Nobiliario del Conde de Barcelos era figlia di Lope Díaz II de Haro, conte di Biscaglia e di Urraca Alfonso, figlia illegittima del re di León Alfonso IX e vedova di Álvaro Pérez de Castro (?- 1240).

Sempre secondo il Nobiliario, la chiesa portoghese era contraria al matrimonio e si appellò al papa, che dichiarò nulle le nozze in quanto i coniugi erano consanguinei e non avevano chiesto la dispensa papale ed emise una bolla con la quale deponeva re Sancho II, come riportato dal documento n° 23 delle Provas da Historia genealogica da casa real portugueza.
All'inizio del 1246, Alfonso marciò su Lisbona, che gli aprì le porte.

Sancho si difese e accettò l'aiuto del re di Castiglia e León Ferdinando III, che gli inviò alcune truppe comandate dal figlio Alfonso.

A seguito di questo alcuni partigiani di Alfonso, conte di Boulogne, la rapirono (sembra lei consenziente) e la relegarono a Vila Nova de Ourém.
Solo la città di Coimbra era rimasta fedele al re: dopo oltre un anno di guerra Sancho dovette soccombere e nel corso del 1247, come riporta il Breve Chronicon Alcobacenseandò in esilio a Toledo(exiit a regno et iacet Toleto: obiit Era m.cc.lxxx.v. Toleti.), dove pare fosse raggiunto dalla moglie e dove l'anno successivo morì, il 4 gennaio e fu sepolto nella cattedrale di quella città.

Prima di morire, Sancho II aveva redatto un secondo testamento in cui chiedeva di essere sepolto nel Monastero di Alcobaça, accanto ai suoi genitori.
Alla sua morte, nel 1248, gli succedette il fratello Alfonso III.

## Discendenza
Sancho e Mencia non ebbero figli, né si conosce alcuna discendenza di Sancho II.

## Ascendenza
|                           |                         |                                      | Genitori                              |  |  | Nonni |  |  | Bisnonni                 |  |  | Trisnonni             |  |
|                           |                         |                                      |                                       |  |  |       |  |  | Alfonso I del Portogallo |  |  | Enrico del Portogallo |  |
|                           |                         |                                      |                                       |  |  |       |  |  | Alfonso I del Portogallo |  |  | Enrico del Portogallo |  |
|                           |                         | Teresa di León                       |                                       |  |  |       |  |  | Alfonso I del Portogallo |  |  |                       |  |
| Sancho I del Portogallo   |                         |                                      |                                       |  |  |       |  |  | Alfonso I del Portogallo |  |  |                       |  |
|                           |                         | Mafalda di Savoia                    | Amedeo III di Savoia                  |  |  |       |  |  |                          |  |  |                       |  |
|                           |                         | Mafalda di Savoia                    | Amedeo III di Savoia                  |  |  |       |  |  |                          |  |  |                       |  |
|                           |                         | Mafalda di Savoia                    | Adelaide                              |  |  |       |  |  |                          |  |  |                       |  |
| Alfonso II del Portogallo |                         | Mafalda di Savoia                    |                                       |  |  |       |  |  |                          |  |  |                       |  |
|                           |                         | Raimondo Berengario IV di Barcellona | Raimondo Berengario III di Barcellona |  |  |       |  |  |                          |  |  |                       |  |
|                           |                         | Raimondo Berengario IV di Barcellona | Raimondo Berengario III di Barcellona |  |  |       |  |  |                          |  |  |                       |  |
|                           |                         | Raimondo Berengario IV di Barcellona | Dolce I di Provenza                   |  |  |       |  |  |                          |  |  |                       |  |
| Dolce di Barcellona       |                         | Raimondo Berengario IV di Barcellona |                                       |  |  |       |  |  |                          |  |  |                       |  |
|                           |                         | Petronilla d'Aragona                 | Ramiro II d'Aragona                   |  |  |       |  |  |                          |  |  |                       |  |
|                           |                         | Petronilla d'Aragona                 | Ramiro II d'Aragona                   |  |  |       |  |  |                          |  |  |                       |  |
|                           |                         | Petronilla d'Aragona                 | Agnese d'Aquitania                    |  |  |       |  |  |                          |  |  |                       |  |
| Sancho II del Portogallo  |                         | Petronilla d'Aragona                 |                                       |  |  |       |  |  |                          |  |  |                       |  |
|                           | Sancho III di Castiglia | Alfonso VII di León                  |                                       |  |  |       |  |  |                          |  |  |                       |  |
|                           | Sancho III di Castiglia | Alfonso VII di León                  |                                       |  |  |       |  |  |                          |  |  |                       |  |
|                           | Sancho III di Castiglia | Berengaria di Barcellona             |                                       |  |  |       |  |  |                          |  |  |                       |  |
| Alfonso VIII di Castiglia | Sancho III di Castiglia |                                      |                                       |  |  |       |  |  |                          |  |  |                       |  |
|                           |                         | Bianca Garcés di Navarra             | García IV Ramírez di Navarra          |  |  |       |  |  |                          |  |  |                       |  |
|                           |                         | Bianca Garcés di Navarra             | García IV Ramírez di Navarra          |  |  |       |  |  |                          |  |  |                       |  |
|                           |                         | Bianca Garcés di Navarra             | Margherita de l'Aigle                 |  |  |       |  |  |                          |  |  |                       |  |
| Urraca di Castiglia       |                         | Bianca Garcés di Navarra             |                                       |  |  |       |  |  |                          |  |  |                       |  |
|                           |                         | Enrico II d'Inghilterra              | Goffredo V d'Angiò                    |  |  |       |  |  |                          |  |  |                       |  |
|                           |                         | Enrico II d'Inghilterra              | Goffredo V d'Angiò                    |  |  |       |  |  |                          |  |  |                       |  |
|                           |                         | Enrico II d'Inghilterra              | Matilde d'Inghilterra                 |  |  |       |  |  |                          |  |  |                       |  |
| Eleonora d'Inghilterra    |                         | Enrico II d'Inghilterra              |                                       |  |  |       |  |  |                          |  |  |                       |  |
|                           |                         | Eleonora d'Aquitania                 | Guglielmo X di Aquitania              |  |  |       |  |  |                          |  |  |                       |  |
|                           |                         | Eleonora d'Aquitania                 | Guglielmo X di Aquitania              |  |  |       |  |  |                          |  |  |                       |  |
|                           |                         | Eleonora d'Aquitania                 | Aénor di Châtellerault                |  |  |       |  |  |                          |  |  |                       |  |
|                           |                         | Eleonora d'Aquitania                 |                                       |  |  |       |  |  |                          |  |  |                       |  |

### Fonti primarie
- (LA)  Monumenta Germaniae Historica, Scriptores, tomus XVI.
- (LA)  Provas da Historia Genealogica da Casa Real Portugueza (Lisbon), Tomo I.
- (LA)  Recueil des historiens des Gaules et de la France. Tome 12
- (LA)  Layettes du trésor des Chartes, vol. 2.
- (LA)  (PT) Portugaliae monumenta historica, volume I.

### Letteratura storiografica
- Edgar Prestage, Il Portogallo nel medioevo, in Storia del mondo medievale, vol. VII, 1999, pp.576–610
- (ES)  Nobiliario del Conde de Barcelos Don Pedro, Hijo del Rey Don Dionisio.
- (PT)  Barbosa J. (1727) Catalogo Chronologico, Historico, Genealogico e Critico das Rainhas de Portugal e seus filhos
- (PT)  #ES Historia Genealogica da Casa Real Portugueza (Lisbon), Tomo I